# فرودگاه اوست-کامچاتسک
فرودگاه اوست-کامچاتسک (به روسی: Аэропорт Усть-Камчатск) فرودگاهی عمومی واقع در دو کیلومتری جنوب غرب اوست-کامچاتسک در سرزمین کامچاتکا در کشور روسیه است.